# Sándor Gellér
Sándor Gellér (Vesszős, 12 de julho de 1925 - 13 de março de 1996) foi um futebolista húngaro, que atuava como goleiro.

## Carreira
Sándor Gellér fez parte do elenco da Seleção Húngara de Futebol, na Copa do Mundo de 1954.

## Títulos
- Vice - Copa do Mundo de 1954

## Ligações Externas
- Perfil em Fifa.com (em inglês)